# Model-View-Controller
Модел – изглед – контролер (Model-View-Controller или MVC) е архитектурен шаблон за дизайн в програмирането, основан на разделянето на бизнес логиката от графичния интерфейс и данните в дадено приложение. За пръв път този шаблон за дизайн е използван в програмния език Smalltalk.

## Описание
- Модел – ядрото на приложението, предопределено от областта, за която се разработва; обикновено това са данните от реалния свят, които се моделират и над които се работи – въвеждане, промяна, показване и т.н. Трябва да се прави разлика между реалния обкръжаващ свят и въображаемият абстрактен моделен свят, който е продукт на разума, който се възприема като твърдения, формули, математическа символика, схеми и други помощни средства. Например в банково приложение това са класовете, описващи клиентите, техните сметки, трансакциите, които са осъществили и т.н., както и класовете за извършване на операции над тези обекти (engines) – например клас Transfer с методи като createInterBankTransfer(), createInnerBankTransfer(), getCash() и т.н.

- Изглед (англ. View) – тази част от изходния код на приложението, отговорна за показването на данните от модела. Например изгледът може да се състои от PHP шаблонни класове, JSP страници, ASP страници, JFrame наследници в Swing приложение. Зависи от това какъв графичен интерфейс се прави и каква платформа се използва;

- Контролер – тази част от сорс кода (клас или библиотека), която взима данните от модела или извиква допълнителни методи върху модела, предварително обработва данните, и чак след това ги дава на изгледа. Например може да бъде създаден един малък обект, в който да бъдат сложени данните за трансакцията – като в контролера бъдат взети данните за трансакцията от модела, бъдат преведени датите от UNIX формат в четим от потребителя формат, бъде преобразувана валутата от долари в евро например, бъде закръглено до втория знак вместо да се виждат данните както са в модела (и в базата) до 10-ия. Също така когато се прави уеб графичен интерфейс това би довело до много лесна модификация на HTML кода дори от човек, който не е програмист – той ще гледа на шаблона просто като на обикновена HTML страница.

## Предимства
- Моделът е независим от контролера и изгледа.
- Моделът може да бъде планиран и осъществен независимо от другите части на системата.
- За един и същи модел могат да бъдат осъществени различни изгледи (интерфейси) – например уеб интерфейс и нативен интерфейс към Facebook.
- Контролерът и изгледът могат да бъдат променени, без да се налага промяна в модела.

## Недостатъци
- Софтуерната система достига ново ниво на сложност, което я прави по-трудно разбираема за софтуерните разработчици, работещи по нея.